# Porphyrinia taftana
Porphyrinia taftana är en fjärilsart som beskrevs av Brandt 1941. Porphyrinia taftana ingår i släktet Porphyrinia och familjen nattflyn. Inga underarter finns listade i Catalogue of Life.